# The Nice
The Nice (IPA: [ðə ˈnaɪs]) sono stati un gruppo musicale britannico di rock psichedelico e progressivo.
Il tastierista Keith Emerson li fondò nel maggio del 1967 come backing band della cantante P. P. Arnold ma anche in tale veste, fin dal debutto, si presentarono con il proprio nome e avevano una parte dello spettacolo dal vivo riservata solo a loro. La formazione originaria, oltre a Emerson, comprendeva Keith "Lee" Jackson (basso e voce), David "Davy" O'List (chitarra e voce) e Ian Hague (batteria); dopo tre mesi a Hague subentrò Brian Davison e quasi contestualmente la band si sganciò da P. P. Arnold, dando così inizio alla carriera autonoma. O'List fu invece allontanato per problemi psichici nell'ottobre del 1968 e il gruppo rimase un trio fino al 1970, quando Emerson lo sciolse per poi formare di lì a poco Emerson, Lake & Palmer. Nel suddetto arco di tempo, The Nice pubblicarono tre album e produssero materiale per altri due, per gran parte registrati dal vivo in concerto e usciti entrambi dopo lo scioglimento (1970-71) ma universalmente considerati parte della loro discografia ufficiale.
Negli anni settanta, mentre Emerson approdava al successo definitivo proprio con ELP, Davison e Jackson proseguirono nelle rispettive carriere con minore fortuna fino a interromperle di fatto entrambi a metà decennio. I tre si ritrovarono molti anni dopo (2002-2003) per due brevi tournée celebrative, da una delle quali fu tratto un nuovo album live, dopodiché non ebbero più modo di riunirsi prima della malattia che avrebbe portato Davison alla morte nel 2008 e del suicidio di Emerson che, nel 2016, inevitabilmente sancì anche la fine del gruppo.
Tratto distintivo del loro stile fin dagli esordi fu la fusione di generi musicali diversi come beat, rock psichedelico e jazz, applicata sia al materiale originale che a cover, standard e riletture dalla musica classica; più avanti proposero anche brani direttamente concepiti per gruppo e orchestra con l'intento dichiarato di abbattere le barriere formali tra pop e musica colta; per queste ragioni sono spesso citati fra i precursori del progressive rock, complice anche il fatto che Emerson – principale artefice di dette contaminazioni in quanto autore di buona parte delle musiche – è divenuto poi caposcuola riconosciuto e figura preminente proprio di quel filone musicale.
Malgrado la carriera relativamente breve e risultati commerciali inferiori alla media della loro epoca, ebbero il tempo di guadagnarsi una discreta reputazione sulla scena inglese di fine anni sessanta, influenzando i primi lavori di band emerse subito dopo di loro come Yes e Genesis e naturalmente preparando la strada all'affermazione degli stessi ELP. Di contro, proprio la popolarità acquisita nel tempo da Emerson ha trainato la riscoperta postuma di The Nice da parte di un pubblico assai più vasto e internazionale di quando erano in attività.

## Storia del gruppo

### P. P. Arnold and the Nice (maggio-agosto 1967)

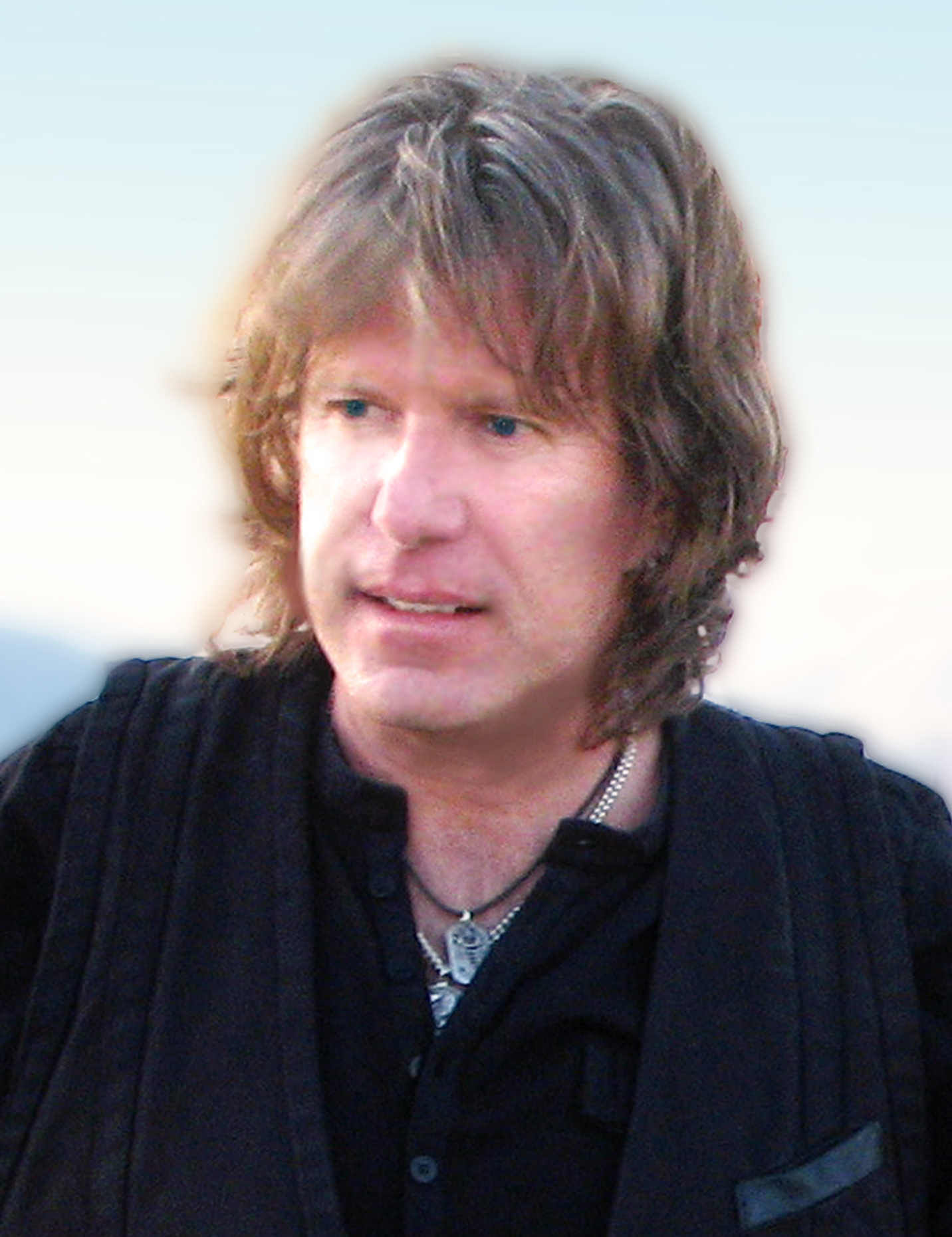
Keith Emerson

Nel 1967 la cantante soul californiana P. P. Arnold divenne di colpo più popolare nel Regno Unito che in patria grazie a un singolo scritto da Cat Stevens e prodotto da Mick Jagger, The First Cut Is the Deepest, che il 4 maggio riuscì a entrare in classifica. La ex Ikette aveva quindi urgenza di trovare musicisti per tenere concerti nell'isola e a tal fine il suo autista a Londra le raccomandò una sua conoscenza di quando faceva il roadie: il tastierista Keith Emerson. Casualmente privo di ingaggi stabili in quel momento, Emerson s'impegnò con lei a mettere insieme un gruppo a patto che quest'ultimo avesse metà concerto esclusivamente per sé, condizione che la soul singer accettò volentieri poiché la sollevava dall'ulteriore onere di cercarsi un gruppo spalla.
Il tastierista coinvolse perciò immediatamente Lee Jackson, bassista che condivideva con lui un appartamento a Londra e con cui aveva già lavorato, quindi tramite Andrew Loog Oldham – manager di P. P. Arnold nonché capo della Immediate Records per cui la cantante incideva – trovò Ian Hague, già batterista di Chris Farlowe, all'epoca artista di punta di quella casa discografica. A raccomandargli Davy O'List infine fu il giornalista Chris Welch del settimanale musicale Melody Maker. Approntato in gran fretta il repertorio, i quattro lo provarono assieme alla vocalist soltanto una volta, prima di debuttare con lei già a fine maggio.
Il nome del gruppo nacque per sbaglio, lungo il tragitto per il primo concerto: P. P. Arnold citò un monologo del comico statunitense Lord Buckley, dal titolo: The Nazz («il Nazareno») e propose di presentarsi come: P. P. Arnold and the Nazz ma, vuoi per il suo accento o perché Buckley in Europa era meno noto, i presenti – tutti inglesi – capirono: nice anziché Nazz e scoprirono l'equivoco solo dopo qualche giorno, quando la parola travisata aveva ormai preso piede nell'entourage e figurava persino in cartellone per date future. Emerson in seguito ha raccontato che quel nome non l'aveva mai convinto e che all'epoca, se interpellato in merito, spesso rispondeva inventandone storpiature demenziali e beffarde, tipo: B.B. Armpit and the Mice («B.B. Ascella e i Topolini»).
Nella propria porzione di concerto, dati anche i tempi stretti per prepararla, la band all'inizio inserì soltanto cover: strumentali, come Billy's Bag di Billy Preston e il tema di Ennio Morricone dal film Per un pugno di dollari, o di canzoni dell'epoca come She Belongs to Me di Bob Dylan e, dopo il 1º giugno, A Day in the Life dei Beatles, appena uscita. Per queste ultime, Jackson e O'List si spartirono il ruolo di voce solista, all'occorrenza coadiuvati da Emerson ai cori. Nella seconda parte dello show, il gruppo cambiava registro limitandosi ad accompagnare P. P. Arnold nel suo tipico repertorio di rhythm and blues e soul, con brani tipo Respect di Otis Redding o Sweet Soul Music di Arthur Conley, oltre naturalmente al suo hit single del momento, che nel frattempo (15 giugno 1967) conquistò anche il proprio piazzamento migliore nella Official Singles Chart, arrivando al 18º posto.

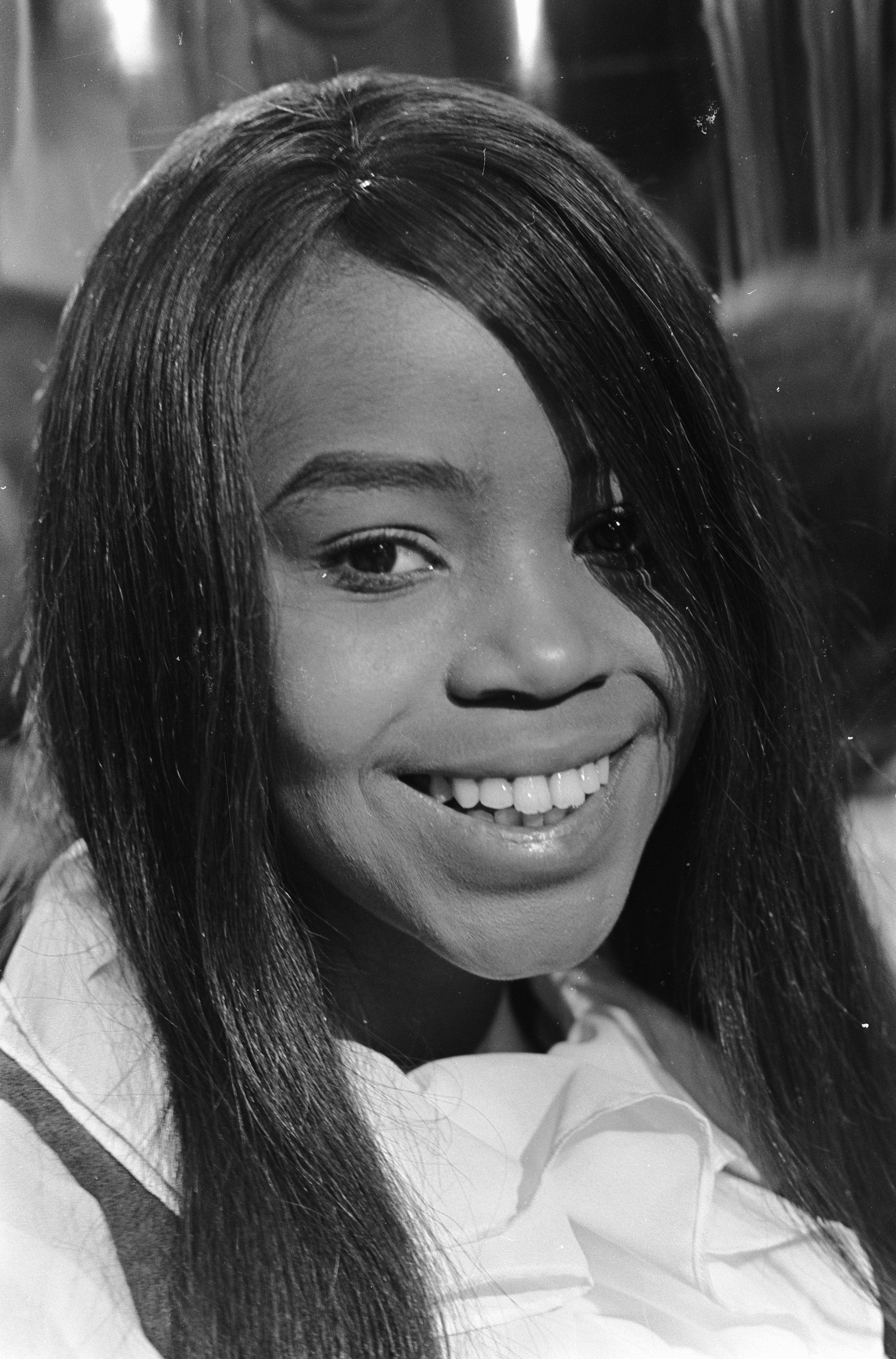
P. P. Arnold negli studi della NPO a Hilversum nei Paesi Bassi, 1967.

Benché a corto di materiale originale, nel loro segmento The Nice portarono fin da subito uno stile eclettico – frutto delle rispettive esperienze in più generi musicali tra cui blues, jazz, psichedelia e beat – e uno spettacolo maturo anche dal lato dell'intrattenimento, grazie in particolare alla consumata presenza scenica di Emerson e Jackson: incominciarono così ben presto ad attirare l'attenzione di pubblico e critica come gruppo a sé. Emblematico in tal senso il concerto del 12 agosto 1967 a Windsor, nell'ambito del 7th National Jazz and Blues Festival. Sebbene P. P. Arnold fosse già in cartellone per il giorno dopo, Oldham, evidentemente avendo fiutato il potenziale dei quattro, riuscì a inserirli al posto dei Pink Floyd che avevano rinunciato all'ultimo minuto e a farli suonare in una tenda allestita a parte; l'esibizione fu inoltre preceduta da fuochi d'artificio che attirarono rapidamente un folto pubblico, rubando così anche la scena al palcoscenico principale. Fra i presenti quel giorno – in quanto amico di Suzie O'List, sorella di Davy – anche Chris Welch il quale, pur non particolarmente impressionato dal repertorio ancora provvisorio del gruppo, sul Melody Maker ne elogiò l'abilità nel conquistarsi istantaneamente un seguito in quell'occasione e di lì a poco sarebbe comunque divenuto un loro convinto sostenitore.
Il giorno dopo, come da programma, la band suonò con P. P. Arnold sul palco centrale e, stando al racconto del roadie Barrington "Bazz" Ward, Ian Hague era visibilmente alterato da qualche droga e dopo il concerto litigò anche con un agente, benché abbia sempre smentito quest'ultimo episodio. Sta di fatto che l'atteggiamento del batterista, unito al dichiarato disinteresse per la direzione musicale di The Nice nella loro quota di spettacolo, non era ben visto da Emerson il quale, in capo a pochi giorni e senza consultare gli altri, lo sostituì con Brian "Blinky" Davison dei disciolti Mark Leeman Five, che egli aveva notato da tempo e persino già interpellato invano una volta per coprire un'assenza di Hague. Davison inoltre aveva già incrociato anche Davy O'List, tra le file una band di freakbeat chiamata The Attack.
Primo impegno della nuova formazione fu una seduta-fiume – senza sosta dal sabato fino al lunedì seguente – presso gli Olympic Studios a Barnes, per registrare il primo album di P. P. Arnold, di nuovo con la produzione di Mick Jagger. Il frontman degli Stones tuttavia, evidentemente poco convinto dalla prova di Davison, preferì affidare le parti di batteria a Jon Hiseman, all'epoca turnista fisso degli Olympic, decisione che il nuovo arrivato in The Nice visse sul momento come un'umiliazione, pur ammettendo in seguito di non esser mai riuscito a entrare in sintonia col repertorio della cantante.
Peraltro quando il lavoro uscì l'anno seguente (titolo: The First Lady of Immediate) nessuno dei quattro vi riconobbe ciò che aveva suonato; l'album infatti aveva subito altri rifacimenti in corso d'opera, al punto che le note di copertina a seconda dei brani menzionavano altri quattro produttori oltre Jagger, senza per giunta indicare i musicisti. A distanza di tempo ciò rese impossibile persino ricostruire se nelle sedute anzidette The Nice avessero effettivamente lavorato a tutte le canzoni poi incluse nel disco (dodici in totale) oppure solo ad alcune, dettaglio che nel frattempo era totalmente svanito anche dalla memoria dei diretti interessati. Se pertanto la totale esclusione del contributo di Davison è storicamente accertata, quanta parte del lavoro degli altri tre sia effettivamente sopravvissuta nella versione definitiva dell'album resta invece materia di pura speculazione.
Il debutto dal vivo di Brian Davison con The Nice avvenne al Flamingo Club di Soho il 28 agosto 1967 e coincise con l'ultimo loro concerto come backing band di P. P. Arnold: la vocalist infatti subito dopo dovette rimpatriare per alcune settimane in attesa di rinnovare il visto d'ingresso e Oldham approfittò dell'assenza per offrire ai quattro un contratto discografico con la Immediate. Anni dopo la cantante ironizzò sulla vicenda, sottolineando con un pizzico di malizia che in quell'occasione il manager le aveva «soffiato la band», ma aggiunse che i rapporti con gli altri rimasero ottimi anche dopo la separazione professionale e che comunque ai suoi occhi gli ex compagni di palco erano sempre stati, fin dal primo giorno, un'entità indipendente.

### Verso il debutto discografico (settembre-dicembre 1967)
Come headliner a tutti gli effetti, The Nice esordirono il 1º settembre 1967 al Big C Club di Farnborough e, oltre ad assicurarsi una residency settimanale presso il Marquee Club a Londra, ad ottobre erano già in tournée per l'Europa assieme ad altri artisti della Immediate tra cui la stessa P. P. Arnold, nel frattempo stabilitasi definitivamente a Londra e ovviamente accompagnata da una nuova band. Un concerto in particolare che i quattro tennero a Stoccolma fu registrato dalla radio pubblica svedese e molti anni più tardi vide la luce su un CD dal titolo: The Swedish Radio Sessions (2001) il quale costituisce perciò verosimilmente il più "antico" documento sonoro di The Nice come gruppo autonomo, se non il loro primo in assoluto, dato che di tutto il periodo con P. P. Arnold non è mai emerso alcunché (a parte la sorte poco chiara dei brani prodotti da Jagger, nei quali però – come già detto – il gruppo non figurerebbe comunque mai al completo).
Dal 14 novembre al 5 dicembre la band prese parte a un'altra tournée collettiva – stavolta del solo Regno Unito – guidata da The Jimi Hendrix Experience e comprendente anche Pink Floyd, The Move, Amen Corner, Eire Apparent e The Outer Limits. Per uno di quei concerti, i Pink Floyd reclutarono al volo Davy O'List al posto del loro chitarrista cantante Syd Barrett il quale, a causa della sua instabilità mentale ormai conclamata, benché tenuta ancora segreta, quel giorno si era reso irreperibile. Jackson racconta che praticamente nessuno fra il pubblico si avvide dello scambio in quanto fra i due vi era una vaga somiglianza fisica e il chitarrista di The Nice fu persino vestito come il suo omologo; i Pink Floyd inoltre si esibivano in penombra e nel tempo loro concesso suonavano solo il lungo brano Interstellar Overdrive, che O'List aveva già orecchiato nei giorni precedenti e non ebbe quindi grosse difficoltà ad eseguire, per giunta imitando in modo convincente lo stile di Barrett alla chitarra e senza doversi preoccupare della voce, essendo il pezzo interamente strumentale.
Uno dei roadie di Hendrix in questo tour era Ian "Lemmy" Kilmister, poi divenuto celebre come leader dei Motörhead: questi inevitabilmente notò una delle tante trovate di Emerson: conficcare coltelli fra i tasti dell'organo Hammond in modo da tenerli abbassati e generare così note fisse, che poi alterava in altezza tramite l'interruttore dell'alimentazione, imitando così il fischio di una locomotiva a vapore, assieme ad altri rumori tipici dei treni che produceva sballottando o trascinando per il palco l'organo stesso. Avido collezionista di anticaglie del nazismo, Lemmy regalò a Emerson un pugnale autentico della Hitler-Jugend dicendo: «Tieni: se devi usare un coltello, che almeno sia uno vero!» e il tastierista effettivamente impiegò il macabro cimelio per diversi anni – fino ai primi concerti di ELP – in quel numero di scena che, ideato ancor prima di fondare The Nice, l'avrebbe accompagnato praticamente senza variazioni per quasi tutta la carriera e che comprendeva anche balzare in piedi sopra lo strumento o ancora ribaltarlo e sdraiarcisi sotto, suonandolo con la tastiera sottosopra.
Tra una data e l'altra dell'Hendrix package tour – ma a volte anche il giorno stesso di un concerto, attaccando a tarda sera e lavorando fino all'alba – i quattro trovarono il tempo di incidere il loro primo album, da loro stessi prodotto con l'ausilio tecnico di Glyn Johns e di nuovo agli Olympic Studios. The Thoughts of Emerlist Davjack, preceduto a fine anno dal singolo omonimo, sarebbe uscito il 1º marzo 1968 e fondeva rock, jazz, beat e psichedelia con richiami anche alla musica classica, ad esempio in Rondo – rilettura di oltre 8 minuti del brano di jazz Blue Rondo à la Turk (1959) del Dave Brubeck Quartet – nella cui sezione centrale improvvisata Emerson citava la Toccata e fuga in Re minore (BWV 565) di Johann Sebastian Bach.

### 1968 –America, la formazione a tre eArs Longa Vita Brevis

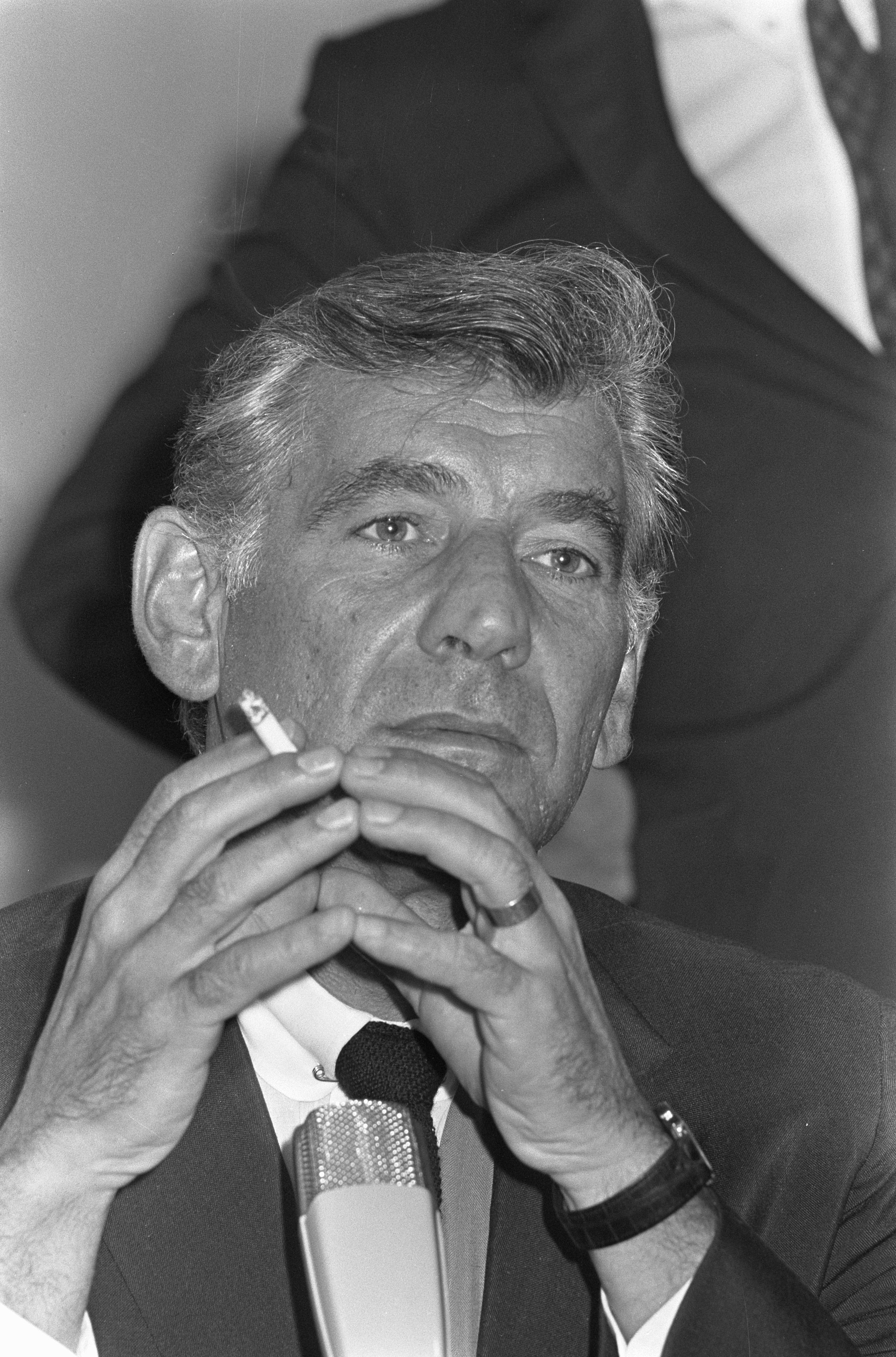
Leonard Bernstein nel 1968.

Nel frattempo (febbraio 1968) The Nice per la prima volta si recarono in tour negli Stati Uniti, grazie a un accordo tra Oldham e CBS che in cambio inviò Blood, Sweat & Tears nel Regno Unito; giunti a Hollywood dopo il debutto a New York, i quattro visitarono il locale Whisky a Go Go, dove nei giorni a venire avrebbero suonato più volte; qui Davy O'List fu visto in compagnia di David Crosby, noto fra l'altro nell'ambiente per il malvezzo dello spiking, cioè di correggere di soppiatto bevande altrui con LSD, cosa che con ogni probabilità fece anche quella sera col chitarrista di The Nice: stando infatti a varie testimonianze dei tre colleghi e della cerchia stretta di collaboratori, l'episodio segnò per O'List l'inizio di un evidente – e purtroppo anche permanente – squilibrio psichico, destinato nell'arco di pochi mesi a compromettere la sua militanza nella band e per buona parte la sua stessa carriera di musicista.
In aprile, i quattro decisero di separare la casa discografica dal management e per quest'ultimo sostituirono pertanto Oldham con l'ex giornalista Tony Stratton-Smith, noto in seguito come fondatore della Charisma Records. Nello stesso periodo registrarono una rilettura – interamente strumentale e piuttosto aggressiva nell'arrangiamento – del brano America dal musical West Side Story di Leonard Bernstein, che pubblicarono solo su 45 giri, fra l'altro l'unico nella loro carriera a guadagnare la classifica in patria, nonché uno dei pezzi più noti del loro repertorio insieme a Rondo (non a caso, furono proprio questi due gli unici brani di The Nice occasionalmente rivisitati in concerto anche da Emerson, Lake & Palmer).
Il 26 giugno il gruppo eseguì il nuovo singolo alla Royal Albert Hall di Londra, durante uno show benefico allestito dal Defence and Aid Fund for Southern Africa, cui intervennero anche artisti statunitensi vicini al movimento anti-apartheid come Marlon Brando. Senza preavvisare nessuno all'infuori della band, al culmine dell'esibizione Emerson tracciò con vernice spray una bandiera statunitense stilizzata su un telo appeso al centro del palco e tentò di incendiarla in segno di protesta contro la presenza americana nel Vietnam. La bravata, che il pubblico formale dell'occasione accolse con gelido imbarazzo, costò al gruppo un bando perpetuo dal prestigioso teatro londinese e, per quasi nove mesi, anche il mancato rilascio di visti d'ingresso da parte degli Stati Uniti, per il sospetto di propaganda antiamericana.

Lo stesso Bernstein, pur dichiarando pubblicamente di non aver mai sentito nominare The Nice, per diverso tempo si oppose di fatto alla distribuzione di quel loro singolo nel suo Paese, cogliendovi uno stravolgimento del suo brano in senso apertamente ostile agli U.S.A., non senza ragione peraltro: anni dopo, Emerson avrebbe definito la propria versione di America: «La prima canzone di protesta strumentale di sempre», confermando implicitamente che all'epoca la sua posizione verso la politica estera statunitense fosse quanto meno critica e che il suo arrangiamento di America, almeno nelle intenzioni, ne fosse espressione.

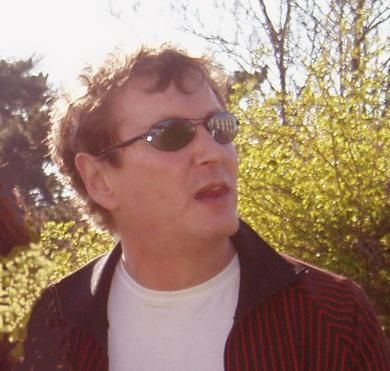
David "Davy" O'List.

Intanto i rapporti tra O'List e il resto del gruppo andavano deteriorandosi di pari passo con la sua salute mentale, che lo rendeva ormai inaffidabile al punto di dimenticare di presentarsi ai concerti, suonare a volume assordante senza motivo, rompere corde della chitarra per troppa veemenza, sbagliare spesso le parti e, fuori dal palco, manifestare segni di paranoia.
La crisi degenerò irreparabilmente il 29 settembre, alle Farfield Halls di Croydon: in pieno concerto il chitarrista sferrò un pugno in volto a "Bazz", accorso sul palco a risolvere un problema alla batteria, e giustificò poi l'aggressione sostenendo che il roadie e Brian Davison stessero tramando contro di lui. L'indomani gli altri ragionarono sull'accaduto e convennero che la situazione non era più gestibile. O'List suonò l'ultima volta con loro due giorni dopo a Bournemouth; subito dopo il concerto Stratton-Smith lo licenziò di fronte ai tre colleghi i quali avevano espressamente insistito con il manager per essere tutti presenti, a rimarcare così l'unanimità della decisione.
Anni dopo l'ex-Nice, invero non nuovo a ricostruzioni fantasiose della sua carriera, in rare interviste riferì sempre i fatti in modo difforme dagli altri diretti interessati, negando l'uso di droghe all'epoca e riportando l'uscita dal gruppo come una propria scelta, dovuta – sempre stando alla sua versione – a una lotta interna per la leadership in cui avrebbe finito per esser messo in minoranza da "Strat", schieratosi con Emerson (il che su un piano meramente aritmetico implicherebbe che almeno un altro fra Davison e Jackson fosse dalla parte del chitarrista, circostanza invece smentita – come già detto – dagli interessati).
Seguirono audizioni per un sostituto (vi capitò anche Steve Howe, futuro chitarrista degli Yes, che però scelse di restare fedele al suo gruppo di allora Bodast) e nel frattempo Emerson tentò egli stesso di suonare parti di chitarra dal vivo, salvo desistere dopo un solo concerto; i tre decisero infine di riorganizzarsi stabilmente come trio tastiere/basso/batteria e in tale assetto, a ottobre, incisero nuovo materiale presso gli studi Pye e Wessex a Londra, agguingendovi sporadici interventi per orchestra e chiamando il chitarrista Malcolm Langstaff ad eseguire, su un solo brano, l'unica parte rimasta a loro giudizio ancora indispensabile fra quelle ideate in precedenza da O'List. Il risultato, pubblicato a novembre del 1968, fu l'album Ars Longa Vita Brevis, costituito per metà dall'omonima suite, già collaudata quasi per intero dal vivo e ampliata in studio con un tema tratto dal Concerto brandeburghese n. 3 di Bach. Da allora in poi la rilettura dichiarata – non già il semplice accenno o citazione – dei classici (qui rappresentati anche dal brano Intermezzo, tratto dalla Karelia Suite di Jean Sibelius) avrebbe contraddistinto il repertorio della band in modo più significativo, specie in concerto.

### 1969-70 – l'albumNice, lo scioglimento e i due dischi postumi

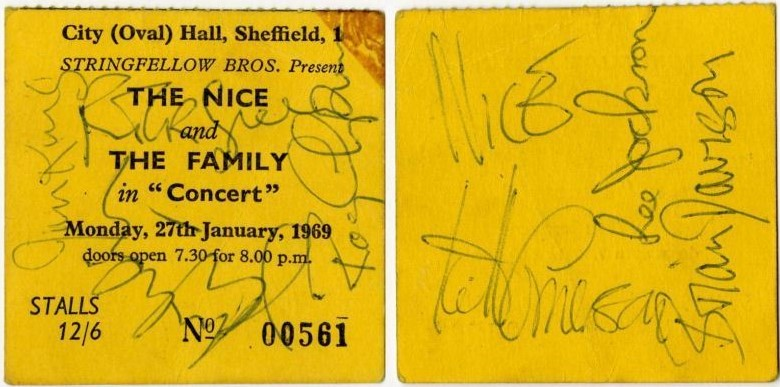
Biglietto di un concerto tenuto nel gennaio 1969 a Sheffield, autografato dai membri di The Family e The Nice.

Con l'incidente della Royal Albert Hall ormai alle spalle, nel marzo del 1969 il gruppo fu finalmente riammesso negli Stati Uniti dove rimase in tour per circa tre mesi, registrando per giunta alcuni concerti in vista di una possibile pubblicazione. L'incessante attività live proseguì in Europa in estate: al 9th National Jazz and Blues Festival svoltosi a Plumpton nel Sussex il 10 agosto, il trio si presentò assieme a un'orchestra di quarantatré elementi condotta da Joseph Eger – allora direttore stabile della New York Symphony Orchestra – e alle cornamuse dei London Scottish Pipes. L'esibizione non passò inosservata e la settimana dopo sul Melody Maker Richard Green titolò: «[The] Who e [The] Nice si prendono il festival di Plumpton».
Nel frattempo, sempre sfruttando i rari buchi nella fitta agenda di concerti, i tre incisero presso i Trident Studios di Londra quattro brani – uno soltanto dei quali, For Example, totalmente inedito e al contempo originale – che divennero la prima metà del loro terzo album, mentre per il lato B ne scelsero altri due registrati dal vivo in aprile al Fillmore East di New York e ripescati entrambi dal repertorio di cover e standard degli inizi: She Belongs to Me di Dylan – da loro mai pubblicata prima di allora – e una nuova versione estesa del Rondo di Brubeck, che per l'occasione intitolarono: Rondo '69.
Il lavoro, intitolato semplicemente: Nice ma per ragioni di distribuzione uscito negli Stati Uniti anche col titolo Everything as Nice as Mother Makes It, vide la luce a settembre 1969 e fu il primo album del gruppo ad entrare nella Official Albums Chart, spingendosi fino al terzo posto, nonché l'ultimo pubblicato con la band ancora in attività.

Nell'ottobre 1969, il direttore del Newcastle Arts Festival commissionò a Emerson un brano sinfonico ispirato a Newcastle upon Tyne; la scadenza per consegnare il lavoro era assai ravvicinata e il tastierista ne scrisse le musiche in fretta ricorrendo di nuovo all'aiuto di Joseph Eger per l'orchestrazione, mentre Lee Jackson – nativo proprio di Newcastle – curò i testi che dedicò ai cinque ponti sul fiume Tyne e allo stadio di calcio di St. James's Park; il brano, dal titolo The Five Bridges Suite, fu eseguito in prima assoluta dal solo trio il 10 ottobre alla City Hall di Newcastle e, una settimana dopo, in forma completa alle Fairfield Halls di Croydon con l'orchestra "Sinfonia of London" diretta dallo stesso Eger, più un sestetto di fiatisti jazz; quest'ultimo concerto, che includeva altri classici arrangiati per lo stesso organico, fu integralmente registrato e buona parte avrebbe visto la luce otto mesi dopo sull'album postumo Five Bridges. Emerson in seguito si disse insoddisfatto della suite così come immortalata nel disco, lamentando sia il poco tempo per rifinirla e provarla a dovere con gli altri musicisti, sia la scarsa qualità della registrazione.

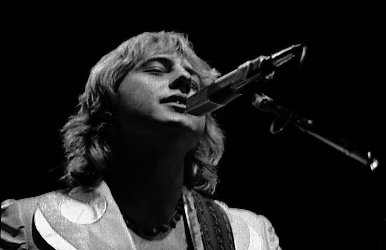
Greg Lake, nel 1969 candidato a sostituire Lee Jackson nei Nice.

Nello stesso periodo Emerson confidò a Stratton-Smith che per lui The Nice avevano già «vissuto oltre la loro utilità» e che egli aspirava a un ambiente musicale più versatile in cui sviluppare meglio le idee e realizzare le proprie ambizioni artistiche. Cresceva in particolare la sua insoddisfazione per il rendimento di Lee Jackson, specie alla voce, per cui era segretamente in cerca di un altro bassista cantante. Fra i tanti, aveva già interpellato invano Chris Squire e Jack Bruce quando "Strat" gli suggerì Greg Lake, all'epoca membro dei King Crimson. Quest'ultimi fra l'altro aprirono proprio il concerto di Five Bridges a Croydon del 17 ottobre, ma non è chiaro se le trattative per lo più segrete tra Emerson e Lake siano incominciate già in tale occasione.
Ad ogni modo le strade dei due si incrociarono di nuovo il 12 dicembre 1969, durante la terza e ultima tournée americana di The Nice, quando i rispettivi gruppi condivisero il palco del Fillmore West a San Francisco: Stratton-Smith combinò un incontro riservato in albergo la sera stessa ed Emerson offrì il posto al bassista cantante. I King Crimson concludevano il loro tour proprio quella sera e per combinazione rischiavano anche di sciogliersi – dopo neanche un anno di attività e a soli due mesi dal loro acclamato debutto discografico – a causa delle defezioni di Michael Giles e Ian McDonald: per questo Lake volle lasciarsi aperta la possibilità ma chiese tempo prima di dare una risposta definitiva.
È molto probabile che i piani iniziali prevedessero la permanenza nel gruppo di Brian Davison: il batterista infatti avrebbe appreso della fine ormai pianificata di The Nice solo a febbraio del 1970 (un mese dopo Lee Jackson) e anni dopo rivelò di avere anch'egli incontrato Greg Lake all'epoca e di aver capito che non ne avrebbe tollerato l'atteggiamento «da superstar». Lake per parte sua ha riportato che pose la condizione di non essere soltanto il rimpiazzo di Jackson ma che si desse vita a un progetto interamente nuovo, tanto nel repertorio quanto soprattutto nella parità decisionale (che in ELP avrebbe effettivamente ottenuto). Pertanto sul piano artistico il suo coinvolgimento implicava una ripartenza quasi da zero che evidentemente Davison, visto il livello raggiunto dalla band, non era disposto ad accettare supinamente.
Alla luce di quanto sopra, The Nice avevano ormai i giorni contati; al tutto si aggiunse, con l'arrivo del 1970, la liquidazione per fallimento della Immediate Records: i tre, intervistati singolarmente in anni seguenti, dichiararono tutti di non aver mai percepito royalty per nessuno dei dischi pubblicati con l'etichetta di Oldham (risvolto confermato anche da O'List) e che anche nel periodo di effettiva attività gli unici proventi derivarono loro dai concerti, tenuti a un ritmo frenetico e praticamente senza sosta per tre anni, salvo il tempo speso in sala d'incisione o negli studi radiofonici.
Dopo un'ultima serie di date a Roma, Parigi, Bruxelles e nuovamente in patria, il trio esaurì gli impegni in Germania, intervenendo a due festival svoltisi ad Amburgo e Berlino rispettivamente il 28 e il 30 marzo 1970, dopodiché si sciolse di fatto, ma la notizia fu taciuta alla stampa. Nel frattempo, la neonata Charisma Records di Stratton-Smith acquisì le registrazioni ancora inedite e ne trasse il già citato Five Bridges – l'album di The Nice più venduto in assoluto a ridosso della pubblicazione, con il 2º posto in classifica raggiunto a luglio del 1970 – e l'anno dopo anche Elegy, disco composto da quattro lunghe tracce (due in studio e due dal vivo, tutte risalenti al 1969) tra cui una nuova versione di America estesa ad oltre 10 minuti di durata. Entrambi i titoli furono fra l'altro cruciali per l'affermazione in patria della Charisma, in quanto primi dell'intero catalogo a guadagnare la zona alta della Official Albums Chart, con due anni di anticipo rispetto ai lavori dei Genesis, sul lungo periodo capifila per distacco dell'etichetta.

### Il dopo-The Nice e lareuniondel 2002-2003

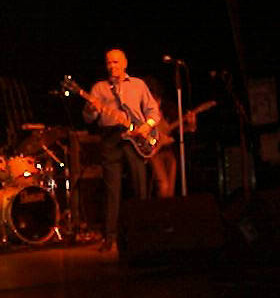
Lee Jackson in concerto con The Nice a Wolverhampton, 2 ottobre 2002.

Nel frattempo a giugno del 1970 nascevano Emerson, Lake & Palmer che, fin dal loro secondo concerto in assoluto (al festival dell'isola di Wight, 29 agosto), si assicurarono una notorietà internazionale che mantennero per gran parte degli anni settanta, oltre a riunirsi più volte anche nei decenni seguenti. Davison e Jackson intanto fondarono rispettivamente i gruppi Every Which Way e Jackson Heights, entrambi con esiti modesti sul piano commerciale, per poi ritrovarsi di nuovo insieme nel trio Refugee (1973-74) con il tastierista Patrick Moraz. Quest'ultimo tuttavia, dopo otto mesi e un solo album, ricevette l'offerta di rimpiazzare Rick Wakeman negli Yes, allora già ampiamente affermati, e piantò così in asso gli ex-Nice.
Di lì a poco i due, entrambi scoraggiati dai ripetuti fallimenti, si allontanarono dallo show business: Davison, dopo una tournée con i Gong nel 1975 e un lungo periodo segnato dall'alcolismo, si dedicò a insegnare musica presso un college a Bideford mentre Jackson visse a Los Angeles per circa vent'anni dopodiché rientrò in patria e si stabilì a Northampton, dove fra l'altro avviò una collaborazione continuativa con una band di New Orleans jazz semiprofessionale.
Per oltre trent'anni di The Nice si parlò solo al passato. Nel 2002, trentacinquennale della fondazione del gruppo, i tre svolsero a sorpresa un mini-tour del Regno Unito, dal 2 al 6 ottobre: metà dello spettacolo era riservata a loro; nella seconda parte Emerson eseguiva brani dal proprio repertorio solista e di ELP con la Keith Emerson Band e il bis infine vedeva sul palco entrambe le formazioni. Dal concerto tenuto il 4 ottobre presso la Royal Concert Hall di Glasgow fu tratto l'album Vivacitas, pubblicato l'anno seguente a nome: «Keith Emerson and The Nice» e subito promosso con altre dieci date, sempre solo in patria, che mantennero la formula ormai collaudata del doppio spettacolo documentata anche nel disco.
La chiusura del suddetto secondo tour, il 23 ottobre 2003 al Colosseum di Watford, divenne per The Nice l'ultima apparizione dal vivo in assoluto: prima infatti che la fitta agenda di Emerson lasciasse spazio a eventuali nuove reunion, Davison si ammalò di un tumore che l'avrebbe portato alla morte ad aprile del 2008, all'età di 65 anni. Emerson stesso si sarebbe poi suicidato nel marzo del 2016, ponendo così indirettamente fine – stavolta per sempre – anche alla storia del suo primo gruppo di rilievo.

## Stile musicale
The Nice si collocano nella scena musicale inglese di fine anni sessanta del XX secolo. La formazione musicale e il virtuosismo del tastierista Keith Emerson conferirono al gruppo – specie dopo l'uscita del chitarrista Davy O'List – un sound in cui l'organo Hammond sostituiva la chitarra come strumento preminente, senza per questo perdere l'aggressività tipica del rock. Tutti i membri del gruppo inoltre, grazie all'esperienza pregressa in formazioni di vari generi musicali, contribuirono a creare uno stile che fondeva con originalità rock, musica classica, psichedelia, jazz e blues e che ha contribuito a farli annoverare fra gli antesignani del progressive rock britannico, assieme ai coevi Procol Harum e The Moody Blues. Emerson avrebbe rilanciato la formula del trio basato sulle tastiere in Emerson, Lake & Palmer e analoga strada avrebbero tentato, sebbene con minor successo, anche Davison e Jackson nei Refugee.
Nelle due suite originali Ars Longa Vita Brevis (1968) e The Five Bridges Suite (1969), entrambe della durata di un'intera facciata di LP, Emerson per la prima volta sperimentò un'integrazione più completa fra musica sinfonica e rock non limitandosi a impiegare arrangiamenti orchestrali – prassi allora già consolidata nella musica leggera – o a citare occasionalmente classici, ma scrivendo ex novo vere e proprie partiture per gruppo e orchestra, approccio al quale sarebbe poi tornato soltanto nel 1976-77 con ELP ma con tempi e budget sensibilmente più ampi.
Altro elemento tipico del repertorio del gruppo fu la rivisitazione di autori classici come Bach, Sibelius e Dvořák o contemporanei come Leonard Bernstein, con variazioni o improvvisazioni in stile jazz e blues psichedelico. Analoga contaminazione avvenne anche per cover di cantautori come Tim Hardin e Bob Dylan, ad esempio nel brano Hang On to a Dream di Hardin, che in una versione dal vivo inclusa nell'album Elegy contiene una citazione in chiave jazz dell'aria Summertime dall'opera Porgy and Bess di George Gershwin, oppure in Country Pie di Dylan che la band, sull'album Five Bridges, fonde in un mash-up al tema iniziale del Concerto brandeburghese n.6 di Bach.
Il ricorso cospicuo a materiale altrui, in misura tale che nessun album ufficiale di The Nice contiene soltanto brani originali, derivò anche dall'oggettiva mancanza di tempo per scrivere, compito per quanto riguarda la musica affidato quasi esclusivamente a Emerson: il gruppo infatti svolse in quasi tre anni un'attività dal vivo quasi incessante alla quale, per scelta o per necessità, diede netta precedenza rispetto alla composizione e alla registrazione, quest'ultima spesso relegata ai ritagli di tempo tra una data e l'altra, quando non effettuata direttamente dal vivo in concerto, come su metà degli album Nice e Elegy e nella quasi totalità di Five Bridges.

## Formazione
Ultima
- Lee Jackson – basso, voce (1967-1970, 2002-2003)
- Keith Emerson – organo Hammond, pianoforte (1967-1970, 2002-2003)
- Brian Davison – batteria, percussioni (agosto 1967-1970, 2002-2003)

Membri precedenti
- Ian Hague – batteria (maggio-agosto 1967, solo dal vivo)
- Davy O'List – chitarra, tromba, flauto, voce (1967-1968)

## Discografia

### Album in studio
- 1968 – The Thoughts of Emerlist Davjack
- 1968 – Ars Longa Vita Brevis
- 1969 – Nice *
- 1971 – Elegy *

* Per metà registrati dal vivo.

### Album dal vivo
- 1970 – Five Bridges
- 2003 – Vivacitas – Live at Glasgow 2002 (a nome: Keith Emerson and The Nice)

### Raccolte e live postumi
Solo gli album contenenti brani inediti o versioni alternative di brani editi:
- 1972 – Autumn '67 – Spring '68
- 2001 – The Swedish Radio Sessions
- 2002 – BBC Sessions
- 2009 – Fillmore East 1969

### Singoli (Regno Unito)
- 1968 – The Thoughts of Emerlist Davjack/ Azrial (Angel of Death)
- 1968 – America (2nd Amendment)/ The Diamond–Hard Blue Apples of the Moon
- 1968 – Brandenburger/ Happy Freuds
- 1969 – Hang on to a Dream/ Diary of an Empty Day

### Bibliografiche
1. 1 2 3  Hanson, IV di copertina.
2. 1 2 3 4 5 6 7 8  Hanson, p. 36.
3. ↑  Hanson, p. 263.
4. 1 2 3 4  Hanson, pp. 205-212.
5. 1 2  Hanson, p. 218.
6. 1 2  Hanson, p. 224.
7. 1 2   Gary Gomes, Perfect Sound Forever: RIP Brian Davison of the Nice, su furious.com. URL consultato il 4 ottobre 2019 (archiviato il 22 marzo 2017).
8. 1 2   Morto Keith Emerson: il tastierista si è tolto la vita con un colpo alla testa, su tgcom24.mediaset.it, tgcom24, 21 dicembre 2016. URL consultato il 3 novembre 2021 (archiviato il 19 settembre 2016).
9. 1 2 3 4 5  Hanson, p. 260.
10. ↑  Dodd, p. 63.
11. 1 2   Graham Betts, The Official Charts - The Sixties, Official Charts Company, 2019, ISBN 978-1731485595.
12. ↑  Hanson, pp. 28, 36-37.
13. ↑  Hanson, pp. 37-38.
14. 1 2  Hanson, pp. 39-40.
15. 1 2  Hanson, p. 37.
16. ↑  Hanson, p. 40.
17. ↑  (EN) The First Cut Is the Deepest  - Official Charts Company, su www.officialcharts.com. URL consultato il 4 luglio 2022.
18. ↑   1967 Windsor festival . National Jazz and blues festival., su ukrockfestivals.com. URL consultato il 19 settembre 2020 (archiviato il 26 gennaio 2021).
19. 1 2 3   7th National Jazz and blues festival, 1967, su www.ukrockfestivals.com. URL consultato il 21 novembre 2022.
20. 1 2  Hanson, pp. 41-43.
21. 1 2 3 4  Hanson, p. 43.
22. 1 2 3 4 5  Hanson, pp. 52-54.
23. ↑  P. P. Arnold – The First Lady of Immediate (LP, Immediate IMSP 011 – 1968) note di copertina
24. 1 2  Hanson, p. 54.
25. ↑  Hanson, p. 44.
26. ↑  Hanson, p. 55.
27. 1 2  The Nice – The Swedish Radio Sessions (CD, Castle Records 2001), note di copertina a cura di Kleron Tyler.
28. ↑   Hendrix Package Tour, su JHE 2nd UK Tour Nov-Dec 1967. URL consultato il 27 luglio 2019 (archiviato il 27 luglio 2019). Date e partecipanti nelle foto tratte da giornali dell'epoca
29. ↑   Nick Mason, Inside out : a personal history of Pink Floyd,  p. 98, ISBN 0811848248, OCLC 58481577. URL consultato il 30 ottobre 2019 (archiviato l'11 ottobre 2007).
30. 1 2  Hanson, p. 57.
31. 1 2  Hanson, p. 56.
32. 1 2 3  Hanson, pp. 60-67.
33. 1 2  Hanson, pp. 69-72.
34. ↑  Hanson, p. 74.
35. ↑   NICE full Official Chart History, su officialcharts.com. URL consultato il 7 marzo 2020 (archiviato il 4 agosto 2019).
36. ↑   Come Back Africa, June 26th 1968 – Programme, su aamarchives.org.
37. 1 2 3  Hanson, pp. 80-81, 83.
38. 1 2  Hanson, pp. 88-89.
39. 1 2  Hanson, p. 91.
40. ↑  Hanson, pp. 92, 259.
41. 1 2  Hanson, p. 95.
42. ↑  The Nice – Ars Longa Vita Brevis (LP, Immediate IMSP 020 – 1968)
43. ↑  Hanson, pp. 94-95.
44. ↑  Hanson, pp. 103-110.
45. ↑  Hanson, pp. 115-116.
46. ↑   The Concert History of Plumpton Racecourse East Sussex, UK, su concertarchives.org. URL consultato il 3 luglio 2021 (archiviato il 9 luglio 2021).
«Who and Nice steal Plumpton Festival (says Richard Green)»Scorrere la pagina web per trovare la riproduzione fotografica dell'articolo citato.
47. 1 2  Hanson, pp. 111-120.
48. 1 2 3 4  Hanson, pp. 125-130.
49. ↑  The Nice – Five Bridges (LP – Charisma CAS 1014, 1970), note di copertina
50. 1 2 3  Hanson, pp. 137-138.
51. 1 2   Sid Smith, In the court of King Crimson, Helter Skelter, 2001, ISBN 1900924269, OCLC 47118764. URL consultato il 22 luglio 2019 (archiviato il 4 gennaio 2022).
52. 1 2  Hanson, p. 156.
53. ↑   Greg Lake, Lucky man : the autobiography, ISBN 9781472126481, OCLC 999620896. URL consultato il 22 luglio 2019 (archiviato il 4 gennaio 2022).
54. ↑  Hanson, pp. 149-150.
55. ↑  Hanson, p. 155.
56. 1 2  (EN) The Nice – full Official Chart History, su officialcharts.com. URL consultato il 19 ottobre 2021 (archiviato il 25 novembre 2021).
57. ↑  (EN) Neil Priddey, The Famous Charisma label UK album and single discography, 2016,  p. 61, ISBN 978-1-5206-4366-3.
58. ↑  (EN) Genesis – full Official Chart History, su www.officialcharts.com. URL consultato il 26 agosto 2022.
59. ↑   Goldmine Magazine Interview, su ladiesofthelake.com. URL consultato il 31 gennaio 2020 (archiviato il 26 settembre 2020).
60. ↑   Gong - You volume two, su Discogs. URL consultato il 21 settembre 2019 (archiviato il 30 ottobre 2019).
61. ↑  Hanson, pp. 232-244.
62. ↑   Keith Emerson And The Nice - Vivacitas - Live At Glasgow 2002, su Discogs. URL consultato il 22 agosto 2019 (archiviato il 25 ottobre 2019).
63. 1 2   ROCK REVIEW : Keith Emerson/ The Nice news, su s159645853.websitehome.co.uk. URL consultato il 2 ottobre 2019 (archiviato l'11 maggio 2021).
64. ↑  (EN) Jim Allen, How Keith Emerson Changed the World, su ultimateclassicrock.com, ultimate classic rock. URL consultato il 19 agosto 2016 (archiviato il 13 marzo 2016).
65. ↑  (EN) The Nice, su progarchives.com, Prog Archives. URL consultato il 19 agosto 2016 (archiviato il 21 agosto 2016).
66. 1 2  (EN) Keith Emerson obituary, su theguardian.com, The Guardian, 13 marzo 2016. URL consultato il 19 agosto 2016 (archiviato il 19 marzo 2016).
67. ↑   ELP - Goldmine, su ladiesofthelake.com.
68. ↑  (EN) Bruce Eder, The Nice, su allmusic.com, Allmusic. URL consultato il 19 agosto 2016 (archiviato l'11 agosto 2016).